# Histiodraco velifer
Histiodraco velifer is een straalvinnige vissensoort uit de familie van de gebaarde ijskabeljauwen (Artedidraconidae). De wetenschappelijke naam van de soort is voor het eerst geldig gepubliceerd in 1914 door Regan.